# Planimontia goodnightorum
Planimontia goodnightorum is een hooiwagen uit de familie Triaenonychidae.